# Niyahlosu
Niyahlosu, jedna od tri plemenske skupine Nambikwara do Sul Indijanaca, uže skupine Manduka ili Munduka, naseljeni danas na području rezervata AI Pirineus de Souza u brazilskoj državi Mato Grosso.
Srodni su skupinama Siwaisu i Hinkutesu, a govore vlastitim dijalektom